# Rivière Taschereau (vattendrag i Kanada, lat 48,87, long -77,13)
Rivière Taschereau är ett vattendrag i Kanada.   Det ligger i provinsen Québec, i den sydöstra delen av landet, 400 km norr om huvudstaden Ottawa.
I omgivningarna runt Rivière Taschereau växer i huvudsak blandskog. Trakten runt Rivière Taschereau är nära nog obefolkad, med mindre än två invånare per kvadratkilometer.